# Eremotylus boguschi
Eremotylus boguschi là một loài tò vò trong họ Ichneumonidae.